# Калимнос
Ка́лимнос (греч. Κάλυμνος) — греческий остров на юго-востоке Эгейского моря. Принадлежит к цепи островов Додеканеса.
Одноимённая община включает в себя также острова Псеримос, Телендос, Калолимнос, Плати и несколько ненаселённых островков: Гларонисиа, Калаврос, Нера, Св. Николая, Св. Андрея, Питта. Общая площадь муниципалитета составляет 134,544 км², а суммарное население — 17,752 жителей в 2021 году, что делает его третьим по численности населения островом Додеканеса после Коса и Родоса.

## География
Калимнос входит в группу островов Додеканес. Расположен к западу от полуострова Бодрум, к северу от острова Кос и к югу от острова Лерос. Остров почти прямоугольной формы, имеет длину 21 км и ширину 13 км. Площадь острова составляет 109 км². Это 26-й по площади греческий остров. Берега изрезаны и образуют множество бухт. Рельеф гористый. Вершина Пророка Ильи в центре острова достигает 760 м, вершина Кира Псили — 700 м. Питьевая вода на острове отсутствует и завозится с материковой Греции и с острова Родос.

## История
Первыми поселенцами на острове были карийцы. В античное время история Калимноса была неразрывно связана с историей соседнего Коса. В средние века остров стал византийским, а в XIII веке использовался Венецией в качестве военно-морской базы. Примерно со второй половины XV века на остров начала претендовать Османская империя, которая в итоге завоевала его в 1522 году. Однако в отличие от Родоса и Коса, переселения турок на Калимнос в османский период не наблюдалось.
12 мая 1912 года Калимнос был оккупирован Королевскими ВМС Италии во время Итало-турецкой войны. Остров, вместе с другими островами группы, находился под итальянским контролем вплоть до 1947 года, когда произошло воссоединение островов Додеканес с остальной Грецией.
22 октября 1943 года во время боевых действий в архипелаге вблизи Калимноса на минах подорвались греческий эсминец «Адриас» и британский эсминец HMS Hurworth (L28).

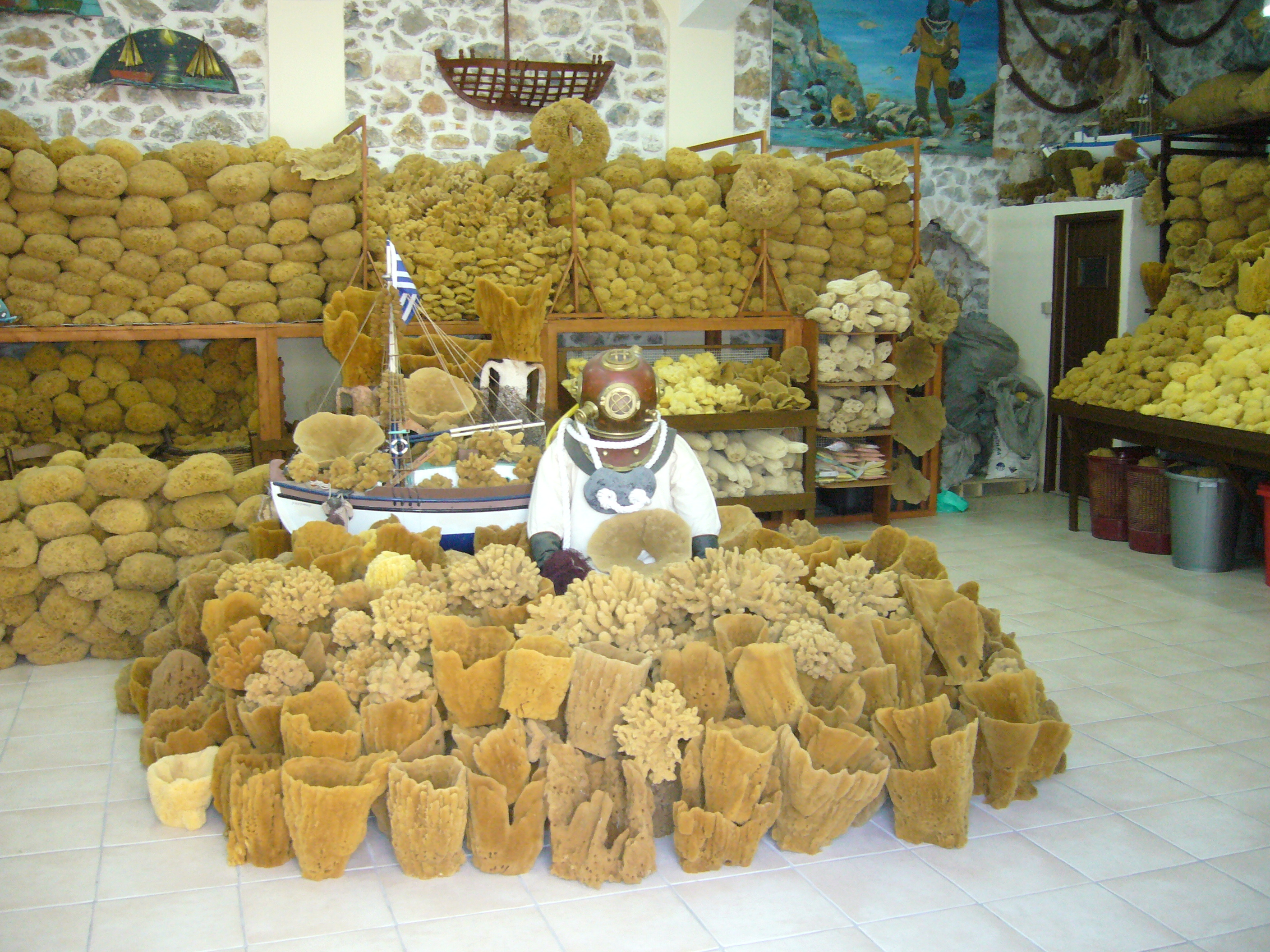
Натуральные губки, производимые на острове

## Население и экономика

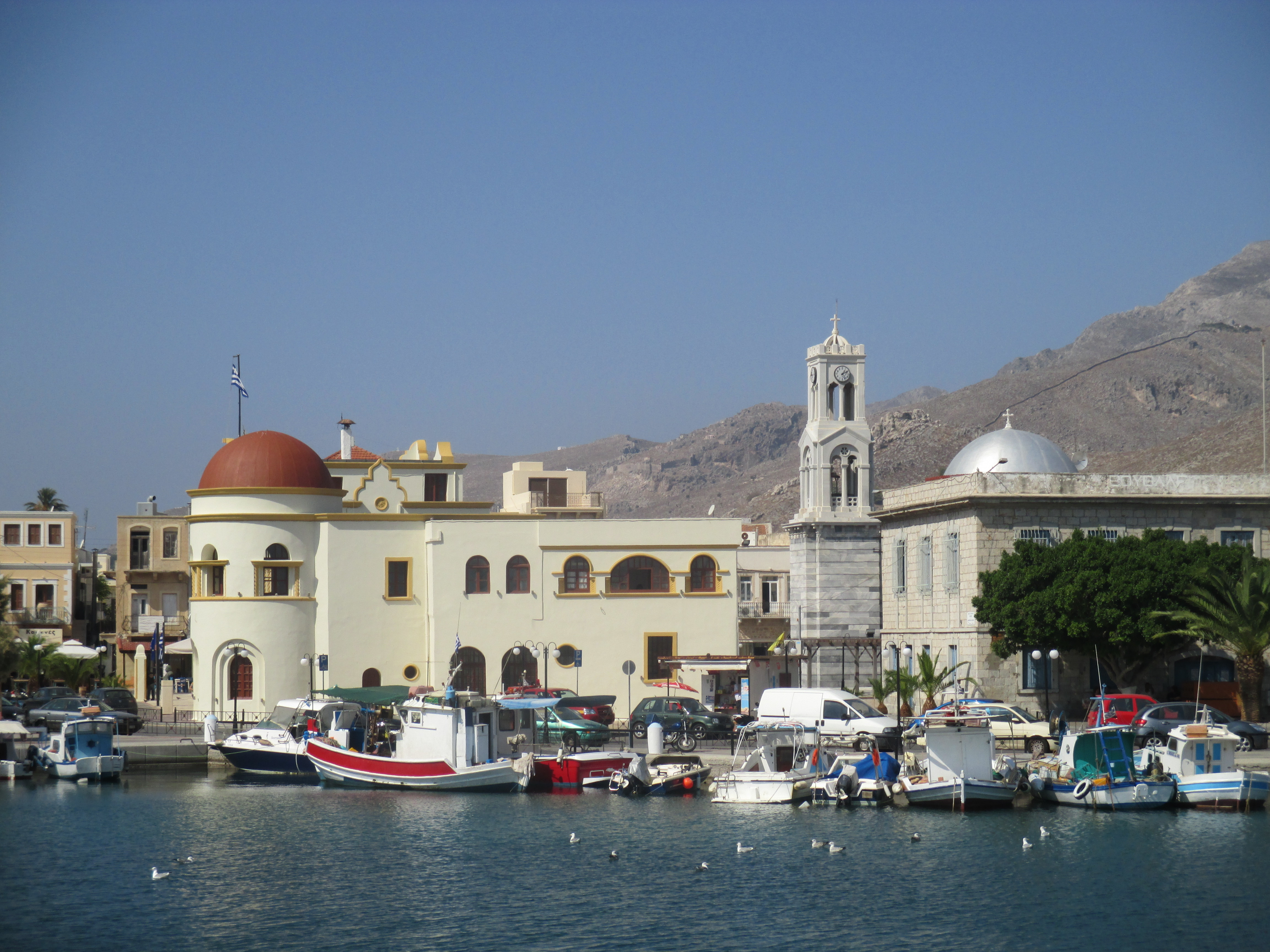
Потия - столица острова

Согласно переписи населения 2021 года, в Калимносе проживало 17,752 человек. Калимнос является одним из самых густонаселённых островов Греции, здесь продолжается традиция многодетной семьи, которая в современной Греции встречается редко.
Костяком экономики острова исторически был промысел губок. Сейчас на острове есть 3 музея промысла губок. Значителен вклад в экономику островитян, работающих на судах торгового флота, а также денежные переводы эмигрантов. В последние десятилетия заметно возросла доля туризма в экономике. С 2006 г. на острове функционирует и аэропорт местного значения, но туризм не является основой экономики острова. При этом остров в последние десятилетия стал одним из центров мирового скалолазания и привлекает в год до 8 тыс. скалолазов. На Калимносе раз в два года проходит всемирно известный Международный Фестиваль скалолазания Калимноса, носящий неконкурентный характер, а каждое лето здесь проводится Фестиваль дайвинга Калимноса.
В конце XIX — в начале XX веков, калимниоты вели промысел губок в подводных полях Эгейского моря и у берегов Ливии, Туниса и Алжира.
С ограничениями, наложенными в послевоенные годы независимыми северо-африканскими государствами, деятельность калимниотов переместилась на юг Франции, а Марсель стал их европейским торговым центром.
Есть два заокеанских города, отношения с которыми, учитывая двухстороннюю миграцию населения, можно уподобить только отношениям древних греческих метрополий и их колоний. Это — Тарпон-Спрингс, Флорида, США и Дарвин, Австралия.
Тарпон-Спрингс — американский город с самым большим процентом греческого населения, и калимниотов здесь проживает 6 тыс. человек.
Греки селились здесь с 1880 г. и они, в частности, калимниоты, принесли сюда и продолжают по сей день промысел губок.
Несколько моложе колония калимниотов в Дарвине, их здесь проживает 8 тыс. чел. Греческий является вторым после английского языком в городе.

## Города-побратимы
- Тарпон-Спрингс, США
- Дарвин, Австралия
- Мариуполь, Украина

## Известные уроженцы
- Иконому, Георгиос (1861 – 1935) – греческий художник и иконописец конца 19-го – начала 20-го веков.
- Алахузос, Крис – американский государственный служащий-республиканец, мэр города Тарпон-Спрингс.